# Північний Сентінельський острів
Північний Сентінельський острів (англ. North Sentinel Island) — один з Андаманських островів в Бенгальській затоці. Він знаходиться на захід від південної частини Південного Андамани і має площу 59,67 км². Офіційно острів управляється Індією, як частина об'єднаної території Андаманських і Нікобарських островів (з 1947).

## Загальні відомості

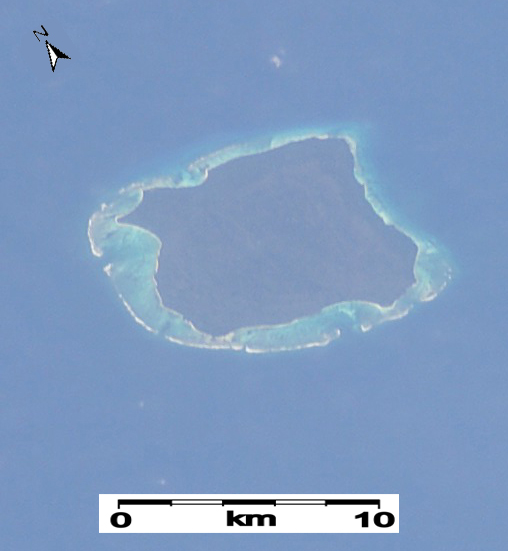
Знімок NASA 2003 р. (з МКС)

Північний Сентінельський острів — батьківщина сентінельців, число яких в 2001 році оцінювалось в 39 осіб. Але фактична кількість населення дуже невизначена і може оцінюється приблизно від 50 до 400 осіб (2018). Вони відкидають будь-які контакти з іншими людьми поза ними з цивілізації. Оскільки ніколи не було ніякої угоди з жителями цього острова, ні будь-яких записів про фізичну окупацію, за допомогою яких мешканці острова визнали б суверенітет Індії, острів існує в цікавому стані невизначеності, відповідно до встановленого міжнародним правом і може бути представлений як суверенна територія під індійським протекторатом. Тому він один з де-факто автономних регіонів Індії.
Локальний уряд Андаманських і Нікобарських островів недавно постановив, що вони не мають наміру втручатися в життя сентінельців і їх середовище проживання. Хоча острів, ймовірно, і постраждав від Цунамі 2004 року в Індійському океані, наявність людей, що вижили було підтверджено, коли через кілька днів після цунамі вертоліт індійського уряду спостерігав декількох жителів, які пускали стріли в завислий вертоліт з явним наміром відігнати його.

## Вбивство
17 листопада 2018 року на острові було вбито стрілою американського місіонера Джона Чау, який хотів навернути місцевих жителів в християнство. Поліцією були заарештовані рибалки, які доставили місіонера на острів.

## Відвідини острова
Відвідини острова суворо заборонені, за це передбачена кримінальна відповідальність.
До 2025 року невідомий жоден випадок, коли чужинець був на острові Сентінель та повернувся з нього живим чи мертвим.
29 березня 2025 року 24-річний американський блогер Михайло Вікторович Поляков ...
- Турист з українським корінням залишив кока-колу для найізольованішого племені: його заарештували
- Аборигени не оцінили: американського туриста посадили за ґрати через пляшку коли // Андрій Неволін, 5 Квітня 2025